# Pedrosa de Río Úrbel
Pedrosa de Río Úrbel é um município da Espanha na província de Burgos, comunidade autónoma de Castela e Leão, de área 49,060 km² com população de 260 habitantes (2007) e densidade populacional de 5,49 hab/km².

## Demografia
| Variação demográfica do município entre 1991 e 2004 | Variação demográfica do município entre 1991 e 2004 | Variação demográfica do município entre 1991 e 2004 | Variação demográfica do município entre 1991 e 2004 |
| --------------------------------------------------- | --------------------------------------------------- | --------------------------------------------------- | --------------------------------------------------- |
| 1991                                                | 1996                                                | 2001                                                | 2004                                                |
| 315                                                 | 301                                                 | 267                                                 | 269                                                 |